# Charlotte Corday (Baudry)
Charlotte Corday, o Carlotta Corday, è un dipinto realizzato dal pittore francese Paul Baudry nel 1860. Esposta al Salone del 1861, l'opera venne acquistata dal museo d'arte di Nantes e da allora vi è conservata.

## Descrizione
Quest'olio su tela è un dipinto di storia che rappresenta la rivoluzionaria francese Charlotte Corday (anche nota in italiano con il nome Carlotta) in piedi e a grandezza naturale, nell'angolo della stanza nella quale ha appena assassinato il politico e giornalista Jean-Paul Marat con un'arma bianca, durante la rivoluzione francese. La vittima è morta e si trova nella sua vasca da bagno, accanto la quale si trovano una sedia rovesciata e varie lettere sparse per terra, a testimoniare la violenza dell'accaduto che sembra già perseguitare la sua autrice, che ha lo sguardo perso nel vuoto, in un'espressione dove si leggono sia il trionfo che il terrore. Corday si trova tra una finestra e una mappa della Francia di allora, mentre sulla parete laterale sopra Marat si trova una mensola con dei libri.
La figura di Marat è raffigurata di scorcio e, molto probabilmente, si ispira a un'altra celebre raffigurazione di questo momento storico, La morte di Marat di Jacques-Louis David, dipinta nel 1794.

## Accoglienza
(Gazette des beaux-arts, 1861, p. 278)
Quando l'opera venne esposta al Salone degli artisti francesi del 1861, alcuni critici misero in discussione l'autenticità della scena, affermando che il vestito di Corday (qui a righe bianche e grigie) e la forma della vasca da bagno di Marat non corrispondevano alla realtà e che l'autore aveva aggiunto una sedia che, secondo il verbale del processo all'assassina, non era presente. Inoltre, secondo le testimonianze contemporanee, Marat era stato ucciso di sera, e la luminosità dell'opera la ambienta inequivocabilmente di giorno. Infine, i critici dissero che la pelle del cadavere era quella di un "borghese onesto", non di un "uomo del popolo", e che l'espressione tormentata della girondina contraddirebbe le fonti contemporanee secondo le quali Corday non provò alcun rimorso per il suo gesto.